# John S. Bell
John Stewart Bell (28 de junio de 1928-1 de octubre de 1990) fue un físico irlandés conocido por formular el teorema de Bell.

## Biografía

### Primeros años
Bell nació en Irlanda del Norte, de padres escoceses y se graduó en física experimental en la Universidad de Queen de Belfast en 1948. Obtuvo su doctorado en 1956 en Harwell como especialista en física de partículas elementales y teoría cuántica de campos. Su carrera laboral comenzó en 1949 en la UK Atomic Energy Research Establishment (AERE), en Malvern, Gran Bretaña y el Harwell Laboratory. Luego de varios años, se trasladó a los laboratorios de la  Organización Europea para la Investigación Nuclear (CERN). Trabajó casi exclusivamente en física de partículas teóricas y diseño de aceleradores, pero su hobby era el estudio de los fundamentos de la teoría cuántica. Fue nombrado miembro de la Royal Society.

### Desigualdad de Bell
En 1964 escribió un texto titulado "On the Einstein-Podoslky-Rosen paradox" ("Sobre la paradoja Einstein-Podoslky-Rosen"). En ese trabajo, mostró algunos rasgos particulares de la paradoja EPR, derivando así en la desigualdad de Bell, que es aplicada en Mecánica Cuántica para cuantificar matemáticamente las implicaciones planteadas teóricamente en la paradoja EPR y permitir así su demostración experimental.
El teorema de Bell pone en evidencia el principio de las causas locales (principio que postula que lo que ocurre en una región del espacio no depende de variables controladas por un experimentador en otra región distante), y parece dar a entender que nuestro universo es "no-local", que no tiene partes separadas (salvo para nuestra percepción) y que existen unas variables desconocidas "no-locales".

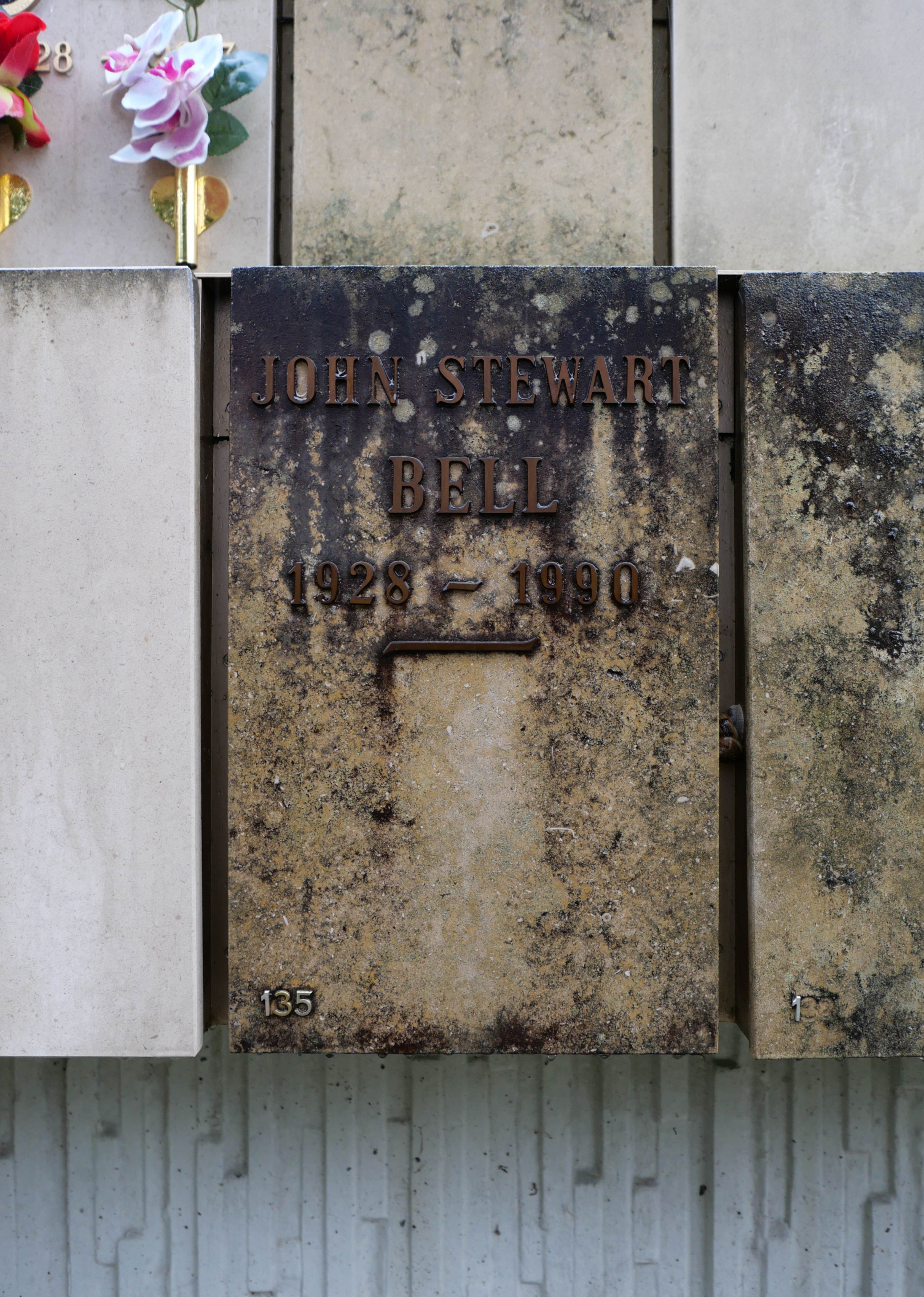
La tumba de la urna en 2024.

Su teorema demostró que el principio de la localidad causal es incompatible con las predicciones estadísticas de la teoría cuántica.

### Muerte
Bell murió inesperadamente en 1990 de una hemorragia cerebral. Sus restos fueron cremados. La urna que contenía sus cenizas fue enterrada en el columbario del cementerio de Saint-Georges en Ginebra. 

### Legado
En 2008 el Premio John Stewart Bell para la Investigación en los Temas Fundamentales de la Mecánica Cuántica y sus Aplicaciones fue establecido por el Centro para Información Cuántica y Control Cuántico de la Universidad de Toronto y se otorga desde 2009.